# Dragon Inside Me
Pour plus de détails, voir Fiche technique et Distribution.
Dragon Inside Me (en russe : Он - дракон, On - drakon, littéralement Lui, le dragon) est un film russe de fantasy romantique réalisé par Indar Djendoubaïev (ru), sorti en 2015.

## Synopsis
Durant des siècles, les habitants d'un royaume isolé ont sacrifié des vierges au dragon qui rôdait alentour. Les victimes voguaient sur une petite barque avant d'être saisies par le monstre. Aujourd'hui, les villageois ont abandonné ce rituel, devenu une tradition matrimoniale.
Le jour de sa noce, la princesse Mira se soumet bien entendu à cette coutume. C'est alors qu'un dragon fait son apparition, l'enlève et l'abandonne sur une île perdue au milieu de l'océan. À son réveil, elle fait la rencontre d'un naufragé sans nom, qui la met en garde : le jour, ils sont sains et saufs mais dès le crépuscule, la créature ailée regagne sa tanière.
Petit à petit, la confiance s'instaure entre Mira et le jeune homme, qu'elle baptise Arman. Jusqu'au jour où il lui confesse son secret...

## Fiche technique
- Réalisation : Indar Djendoubaïev (ru)
- Scénario : Indar Djedoubaïev et Alekseï Arsenev d'après le roman Ritoual (Ритуал) de Marina et Sergueï Diatchenko[1]
- Photographie : Sergueï Trofimov
- Musique : Simon Finley
- Production : Igor Tsay, Timour Bekmambetov, Natalia Smirnova
- Sociétés de production : Bazelevs
- Société de distribution : Universal Pictures Vidéo (France)
- Éditeur : Condor Entertainment (France)
- Budget : 18 000 000 $US
- Pays d'origine :  Russie
- Langue : Russe
- Genre : fantasy, romance
- Durée : 107 minutes
- Dates de sortie[2] :
  - Russie : 3 décembre 2015
  - France : 9 mai 2017 en DTV

## Distribution
- Maria Poezjaïeva (ru) (VF : Sophie Planet) : Miroslava (Mira)
- Matveï Lykov (VF : Adrien Solis) : Arman
- Stanislav Lioubchine : le père de Miroslava
- Ieva Andrejevaitė (lt) (VF : Nathalie Bienaimé) : Yaroslava, la sœur de Miroslava
- Piotr Romanov (VF : Jean-Pierre Leblan) : Igor
- Egor Zoubartchouk : le père d'Arman
- Aleksandr Louchinin : le grand-père d'Igor
- Marta Timofeïeva : la fille de Mira et Arman

## Production

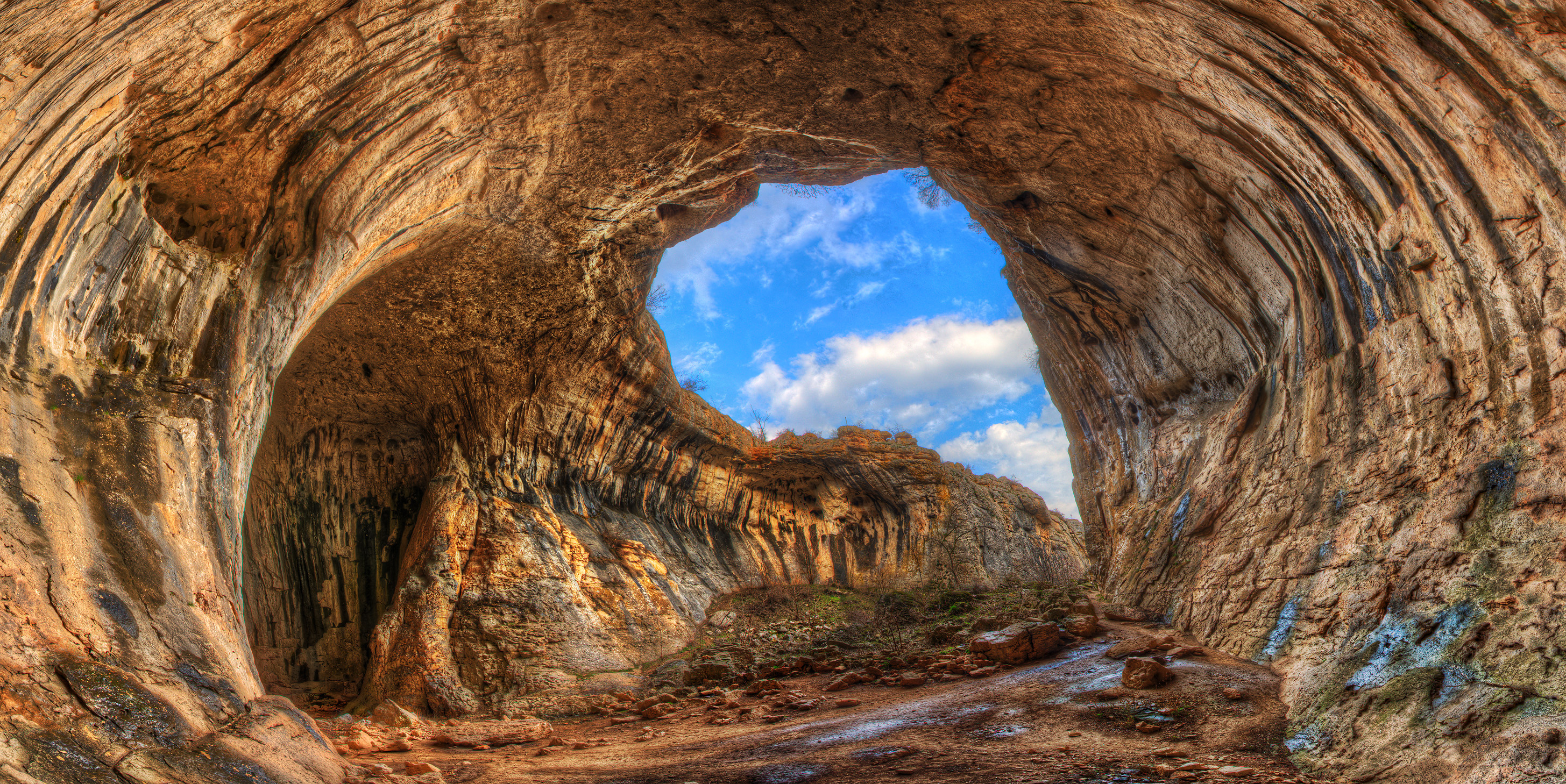
La grotte de Prohodna, l'un des lieux de tournages principaux.

Le film est une adaptation libre du roman The Ritual du duo Maryna et Serhiy Dyachenko.
La production a tourné essentiellement en Bulgarie. La mer Noire et ses abords ont offert à l'équipe ses principaux lieux de tournage, notamment le village de Sinemorets. La grotte de Prohodna a servi de décor pour l'antre du dragon. Quelques scènes ont été réalisées en Russie, au Pavillon Moscou.
Les affiches promotionnelles ont été créées d'après les photographies de Uldus Bakhtiozina.

## Réception
Le film a reçu des avis mitigés de la part des critiques. Les sites Film.ruet Afisha ont délivré une chronique positive sur Dragon Inside Me. D'autres, comme Mir Fantastiki, Weburg et The Hollywood Reporter se sont montrés moins dithyrambiques. Enfin, Rossiyskaya Gazeta a signé une critique négative[réf. nécessaire].

### Box-office
Annoncé comme l'un des films les plus chers du cinéma russe, Dragon Inside Me connaît un échec cuisant au box-office russe, où il cumule environ 1,7 million de $US.
Il remporte néanmoins 60,1 million de $US au box-office chinois.